# 裸叶粉背蕨
裸叶粉背蕨（学名：Aleuritopteris duclouxii）为中国蕨科粉背蕨属下的一个种。

## 扩展阅读
- 維基物種上的相關：裸叶粉背蕨